# Скалон, Владимир Николаевич
Владимир Николаевич Скалон (5 октября 1923, Дрезден, Саксония — 22 мая 2010, Буэнос-Айрес) — митрофорный протоиерей Русской православной церкви заграницей, ключарь Воскресенского кафедрального собора в Буэнос-Айресе.

## Биография
Его отец, Николай Дмитриевич Скалон, был потомоком древнего дворянского рода, происходящего от французского гугенота Георгия де Скалона, переселившегося после отмены Нантского эдикта в Швецию, а его сыновья Степан и Даниил — в 1710 году в Россию. В 1918 году он бежал из Киева, спасаясь от расстрела, и перебрался в Германию. В Дрездене он вторично женился на Софье Михайловне. 5 октября 1923 года годах у них родился сын Владимир.
Во время страшной бомбардировки Дрездена в феврале 1945 года, находился в этом городе, и тогда дал обет, что если выживет, то со временем станет служителем Церкви. И сразу же по окончании войны, он начал регулярно прислуживать при синодальном соборе РПЦЗ в Мюнхене, куда переехала его семья. Затем семья переехала во Францию, а из Франции в 1949 году в Аргентину. Жил в Буэнос-Айресе.
В 1955 году был рукоположён в сан диакона и с этого времени служил в Воскресенском приходе в Буэнос-Айресе, который на тот момент располагался в подвале. Участвовал в начавшемся в 1957 году строительстве кафедрального Воскресенского собора. Участвовал в его освящении 16 июля 1960 года.
Затем стал священником, возведён в сан протоиерея. С 1982 года — митрофорный протоиерея.
С 1984 года — заместитель председателя епархиального совета Буэнос-Айресской и Аргентинско-Парагвайской епархии Русской Зарубежной Церкви, заместитель настоятеля Воскресенского собора.
В 1986 году вместе со священником Михаилом Арцимовичем (Франция) являлся временно уполномоченным представители Архиерейского Синода, до прибытия начальника Миссии.
В конце 1980-х годов, ввиду продолжительного отсутствия правящего архиерея, был администратором Буэнос-Айресской епархии, а также фактически исполнял обязанности настоятеля собора.
Ввиду нехватки духовенства в епархии окормлял ряд храмов в Буэнос-Айресе и его пригородах: Всех святых в земле Российской просиявших в городе Вилла-Ариза (Итусаинго) и святого Иоанна Предтечи в городе Вилла-Диаманте.
В 1993 году исполнял обязанности начальника Русской Духовной Миссии в Иерусалиме Зарубежной Церкви.
В 2007 году поддержал подписание Акта о каноническом общении, однако группа клириков и мирян Южно-Американской епархии, настроенных непримиримо к Московскому Патриархату и Акту о каноническом общении решили перейти в юрисдикцию епископа Агафангела (Пашковского) для чего решил захватить контроль над возглавляемой Владимиром Скалоном Русской православной конгрегации в Аргентине. Для достижения поставленной цели путём ввода новых членов, число каковых было удвоено, конгрегация оказалась под контролем агафангеловцев. После этого был поставлен на голосование ряд реформ устава конгрегации, в которых отметалась любая связь с епископами Русской Зарубежной Церкви, а также требование, чтобы председателем конгрегации был епископ или священник Русской Зарубежной Церкви и чтобы в её правлении было определённое число священников. Протоиерей Владимир Скалон, член этой организации с самого момента её учреждения, внёс свой протест против «этих неканонических протестантских реформ», за что был подвержен «суду» специально созданной комиссии из трех мирских членов конгрегации и в результате заменён в своей должности женщиной, состоящей в раскольнической организации.
Одновременно, некоторые раскольники стали публично и неистово требовать от него, после совершаемых им богослужений в Воскресенском кафедральном соборе, чтобы он «ушёл из собора», дабы освободить место для другого священника, уже «назначенного в этот собор епископом Агафангелом из Одессы». Всё это очень плохо отразилось на здоровье отца Владимира, который сильно от этого страдал, иногда до слёз. Суд в итоге стал на сторону канонической Церкви.
Побывавший в ноябре 2008 года в Аргентине в рамках Дней русской культуры в Южной Америки архимандрит Тихон (Шевкунов) особо отметил митрофорного протоиерея Владимира, который по его отзыву являет собой «образ настоящего мудрого русского священника».
В последние годы жизни состояние здоровья отца Владимира не позволяло ему совершать богослужения. Вместо него богослужения в соборе совершал правящий архиерей Иоанн (Берзинь).
Был избран делегатом на Поместный Собор Русской Православной Церкви, состоявшийся в январе 2009 года, однако из-за преклонного возраста и болезни не смог прибыть в Москву.
24 апреля 2010 года Первоиерарх Русской Православной Зарубежной Церкви митрополит Иларион (Капрал) вручил его супруге Вере наперсный крест с украшениями, присуждённый митрофорному протоиерею Владимиру Скалону Архиерейским Синодом РПЦЗ. Сам он не мог присутствовать на торжествах по состоянию здоровья.
26 апреля митрополит Восточно-Американский и Нью-Йоркский Иларион, митрополит Аргентинский и Южно-Американский Платон (Удовенко) и епископ Каракасский и Южно-Американский Иоанн (Берзинь) посетили в митрофорного протоиерея Владимира Скалона в его квартире.
Скончался 22 мая 2010 года в Буэнос-Айресе, являясь старейшим по возрасту клириком РПЦЗ в Южной Америке.